# Trapoklovo
Trapoklovo (Bulgaars: Трапоклово) is een dorp in Bulgarije, gelegen in de gemeente Sliven, oblast Sliven. Het dorp ligt 22 km ten oosten van de provinciehoofdstad Sliven, 27 km ten noorden van Jambol en 267 km ten oosten van Sofia.

## Bevolking
In de eerste volkstelling van 1934 registreerde het dorp 949 inwoners. Dit aantal groeide tot een hoogtepunt van 985 inwoners in 1946. Sindsdien neemt het inwonersaantal af. Op 31 december 2019 telde het dorp 454 inwoners.
Van de 417 inwoners reageerden er 394 op de optionele volkstelling van 2011. Van deze 394 respondenten identificeerden 251 personen zichzelf als Bulgaren (63,7%), gevolgd door 137 etnische Roma (34,8%) en 6 ondefinieerbare respondenten.
Van de 417 inwoners in februari 2011 werden geteld, waren er 76 jonger dan 15 jaar oud (18,2%), gevolgd door 203 personen tussen de 15-64 jaar oud (48,7%) en 138 personen van 65 jaar of ouder (33,1%).